# Republičke lige 1953-1954
Le Republičke lige 1953-1954 (Leghe repubblicane 1953-1954) furono la ottava edizione della terza divisione jugoslava.
I campioni delle 6 repubbliche si sfidarono per 3 posti nella Druga Liga 1954-1955. Slovenia e Croazia erano unite in un unico girone, agli spareggi andarono due squadre: la migliore slovena e la migliore croata.
| Repubblica                 | Torneo                                               |
| -------------------------- | ---------------------------------------------------- |
| R.S. Slovenia R.S. Croazia | Hrvatsko-Slovenska liga                              |
| R.S. Bosnia ed Erzegovina  | Liga Bosne i Hercegovine                             |
| R.S. Serbia                | Srpska liga Sever – Vojvođanska liga Srpska liga Jug |
| R.S. Montenegro            | Crnogorska liga                                      |
| R.S. Macedonia             | Makedonska liga                                      |

## Slovenia-Croazia
|                         | Pos. | Squadra            | Pt | G  | V  | N | P  | GF | GS | QR    |
| ----------------------- | ---- | ------------------ | -- | -- | -- | - | -- | -- | -- | ----- |
|                         | 1.   | Metalac Zagabria   | 31 | 20 | 14 | 3 | 3  | 55 | 26 | 2,115 |
|                         | 2.   | ŽNK Lubiana        | 26 | 20 | 10 | 6 | 4  | 29 | 28 | 1,035 |
|                         | 3.   | Tekstilac Varaždin | 25 | 20 | 10 | 5 | 5  | 33 | 20 | 1,650 |
|                         | 4.   | Slaven Borovo      | 22 | 20 | 8  | 6 | 6  | 46 | 28 | 1,642 |
|                         | 5.   | RNK Spalato        | 22 | 20 | 8  | 6 | 6  | 45 | 27 | 1,666 |
|                         | 6.   | Kvarner            | 20 | 20 | 9  | 2 | 9  | 37 | 29 | 1,275 |
|                         | 7.   | Segesta            | 20 | 20 | 8  | 4 | 8  | 32 | 29 | 1,103 |
|                         | 8.   | Sloboda Varaždin   | 18 | 20 | 6  | 6 | 8  | 39 | 41 | 0,951 |
|                         | 9.   | Kladivar Celje     | 18 | 20 | 5  | 8 | 7  | 26 | 38 | 0,684 |
|                         | 10.  | Lokomotiva Rijeka  | 12 | 20 | 5  | 2 | 13 | 31 | 48 | 0,645 |
|                         | 11.  | Korotan Kranj      | 6  | 20 | 2  | 2 | 19 | 19 | 79 | 0,240 |
|                         | 12.  | Izola              | 0  | 5  | 0  | 0 | 5  | 4  | 18 | 0,222 |
| Fonte: exyufudbal.in.rs |      |                    |    |    |    |   |    |    |    |       |

Legenda:
      Promossa in Druga Liga 1954-1955 dopo gli spareggi.
      Sconfitta negli spareggi per la promozione.
  Partecipa agli spareggi-promozione.
      Retrocessa nella divisione inferiore.
Regolamento:
Due punti a vittoria, uno a pareggio, zero a sconfitta.
In caso di arrivo di due o più squadre a pari punti, la graduatoria viene stilata secondo il quoziente reti.
Note:
Il 3 giugno 1954 il Kvarner cambia il nome in Rijeka.
Izola ritirato dopo 5 partite.

## Bosnia Erzegovina
|                         | Pos. | Squadra            | Pt | G  | V  | N | P  | GF | GS | QR    |
| ----------------------- | ---- | ------------------ | -- | -- | -- | - | -- | -- | -- | ----- |
|                         | 1.   | Zenica             | 29 | 18 | 13 | 3 | 2  | 62 | 23 | 2,695 |
|                         | 2.   | Bosna Sarajevo     | 25 | 18 | 12 | 1 | 5  | 60 | 30 | 2,000 |
|                         | 3.   | Rudar Kakanj       | 23 | 18 | 10 | 3 | 5  | 58 | 36 | 1,611 |
|                         | 4.   | Bratstvo Travnik   | 19 | 18 | 8  | 3 | 7  | 33 | 33 | 1,000 |
|                         | 5.   | Tekstilac Derventa | 17 | 18 | 6  | 5 | 7  | 39 | 36 | 1,083 |
|                         | 6.   | Leotar             | 17 | 18 | 8  | 1 | 9  | 29 | 40 | 0,725 |
|                         | 7.   | Jedinstvo Brčko    | 14 | 18 | 5  | 4 | 9  | 29 | 36 | 0,805 |
|                         | 8.   | Doboj              | 14 | 18 | 6  | 2 | 10 | 33 | 42 | 0,785 |
|                         | 9.   | Mladost Prijedor   | 14 | 18 | 5  | 4 | 9  | 31 | 40 | 0,775 |
|                         | 10.  | Sloboda B. Novi    | 8  | 18 | 4  | 0 | 14 | 18 | 76 | 0,236 |
| Fonte: exyufudbal.in.rs |      |                    |    |    |    |   |    |    |    |       |

Legenda:
      Promossa in Druga Liga 1954-1955 dopo gli spareggi.
      Sconfitta negli spareggi per la promozione.
  Partecipa agli spareggi-promozione.
      Retrocessa nella divisione inferiore.
Regolamento:
Due punti a vittoria, uno a pareggio, zero a sconfitta.
In caso di arrivo di due o più squadre a pari punti, la graduatoria viene stilata secondo il quoziente reti.

## Serbia
Bačka B. Palanka (vincitore girone Nord), Šumadija Aranđelovac (vincitore girone Sud) e Jedinstvo Zemun (vincitore della Potsavez grada Beograda) si sfidano per un posto negli spareggi-promozione.
| Squadra 1        | Totale | Squadra 2            | Andata | Ritorno |
| ---------------- | ------ | -------------------- | ------ | ------- |
| SEMIFINALE       |        |                      |        |         |
| Bačka B. Palanka | 4–5    | Jedinstvo Zemun      | 3–1    | 1–4     |
| FINALE           |        |                      |        |         |
| Jedinstvo Zemun  | 5–9    | Šumadija Aranđelovac | 3–5    | 2–4     |

### Nord
Questo girone era composto esclusivamente da squadre della Voivodina, quindi oltre a Srpska liga Sever, veniva chiamato anche Vojvođanska liga.
|                         | Pos. | Squadra            | Pt | G  | V  | N | P  | GF | GS | DR    |
| ----------------------- | ---- | ------------------ | -- | -- | -- | - | -- | -- | -- | ----- |
|                         | 1.   | Bačka B. Palanka   | 33 | 22 | 15 | 3 | 4  | 56 | 25 | 2,240 |
|                         | 2.   | Radnički Sombor    | 27 | 22 | 10 | 7 | 5  | 53 | 29 | 1,827 |
|                         | 3.   | Jedinstvo S.Pazova | 25 | 22 | 12 | 1 | 9  | 44 | 43 | 1,023 |
|                         | 4.   | Banat Kikinda      | 24 | 22 | 10 | 4 | 8  | 41 | 45 | 0,911 |
|                         | 5.   | Dinamo Pančevo     | 23 | 22 | 9  | 5 | 8  | 52 | 44 | 1,181 |
|                         | 6.   | Slavija Novi Sad   | 23 | 22 | 7  | 9 | 6  | 35 | 30 | 1,166 |
|                         | 7.   | Železničar Inđija  | 21 | 22 | 9  | 3 | 10 | 32 | 50 | 0,640 |
|                         | 8.   | Trgovački Novi Sad | 20 | 22 | 7  | 6 | 9  | 51 | 49 | 1,040 |
|                         | 9.   | Senta              | 20 | 22 | 9  | 2 | 11 | 51 | 54 | 0,944 |
|                         | 10.  | Proleter Zrenjanin | 19 | 22 | 8  | 3 | 11 | 41 | 43 | 0,953 |
|                         | 11.  | Zvezda Subotica    | 17 | 22 | 7  | 3 | 12 | 37 | 50 | 0,740 |
|                         | 12.  | TSK Temerin        | 12 | 22 | 3  | 6 | 13 | 33 | 64 | 0,515 |
| Fonte: exyufudbal.in.rs |      |                    |    |    |    |   |    |    |    |       |

Legenda:
      Ammessa alle finali serbe.
  Partecipa agli spareggi-promozione.
      Retrocessa nella divisione inferiore.
Regolamento:
Due punti a vittoria, uno a pareggio, zero a sconfitta.
In caso di arrivo di due o più squadre a pari punti, la graduatoria viene stilata secondo il quoziente reti.

### Sud
|                         | Pos. | Squadra              | Pt | G  | V  | N | P  | GF | GS | DR    |
| ----------------------- | ---- | -------------------- | -- | -- | -- | - | -- | -- | -- | ----- |
|                         | 1.   | Šumadija Aranđelovac | 34 | 22 | 14 | 6 | 2  | 60 | 26 | 2,307 |
|                         | 2.   | Timok                | 31 | 22 | 13 | 5 | 4  | 47 | 26 | 1,807 |
|                         | 3.   | Sloga Kraljevo       | 30 | 22 | 12 | 6 | 4  | 50 | 34 | 1,470 |
|                         | 4.   | Radnički Niš         | 29 | 22 | 12 | 5 | 5  | 53 | 22 | 2,409 |
|                         | 5.   | Radnički Kragujevac  | 28 | 22 | 12 | 4 | 6  | 46 | 25 | 1,840 |
|                         | 6.   | Budućnost Valjevo    | 27 | 22 | 11 | 5 | 6  | 41 | 32 | 1,281 |
|                         | 7.   | Mladi Radnik         | 16 | 22 | 6  | 4 | 12 | 46 | 53 | 0,867 |
|                         | 8.   | Smederevo            | 16 | 22 | 7  | 2 | 13 | 34 | 43 | 0,790 |
|                         | 9.   | Buducnost Peć        | 15 | 22 | 6  | 3 | 13 | 35 | 68 | 0,514 |
|                         | 10.  | FK Trepča            | 14 | 22 | 5  | 4 | 13 | 27 | 57 | 0,473 |
|                         | 11.  | Borac Čačak          | 13 | 22 | 4  | 5 | 13 | 29 | 47 | 0,617 |
|                         | 12.  | Dinamo Niš           | 11 | 22 | 4  | 3 | 15 | 21 | 51 | 0,411 |
| Fonte: exyufudbal.in.rs |      |                      |    |    |    |   |    |    |    |       |

Legenda:
      Ammessa alle finali serbe.
  Partecipa agli spareggi-promozione.
      Retrocessa nella divisione inferiore.
Regolamento:
Due punti a vittoria, uno a pareggio, zero a sconfitta.
In caso di arrivo di due o più squadre a pari punti, la graduatoria viene stilata secondo il quoziente reti.

## Montenegro
|                         | Pos. | Squadra               | Pt | G  | V  | N | P  | GF | GS | QR    |
| ----------------------- | ---- | --------------------- | -- | -- | -- | - | -- | -- | -- | ----- |
|                         | 1.   | Bokelj                | 25 | 14 | 12 | 1 | 1  | 38 | 10 | 3,800 |
|                         | 2.   | Sutjeska              | 24 | 14 | 11 | 2 | 1  | 36 | 6  | 6,000 |
|                         | 3.   | Arsenal Tivat         | 15 | 14 | 7  | 1 | 6  | 33 | 31 | 1,064 |
|                         | 4.   | Iskra Danilovgrad     | 12 | 14 | 5  | 2 | 7  | 20 | 25 | 0,800 |
|                         | 5.   | Breznik Pljevlja      | 11 | 14 | 5  | 1 | 8  | 21 | 31 | 0,677 |
|                         | 6.   | Jedinstvo Herceg Novi | 10 | 14 | 3  | 4 | 7  | 20 | 26 | 0,769 |
|                         | 7.   | Mornar                | 7  | 14 | 3  | 1 | 10 | 17 | 39 | 0,435 |
|                         | 8.   | Radnički Ivangrad     | 6  | 14 | 2  | 2 | 10 | 16 | 33 | 0,484 |
| Fonte: exyufudbal.in.rs |      |                       |    |    |    |   |    |    |    |       |

Legenda:
      Promossa in Druga Liga 1954-1955 dopo gli spareggi.
      Sconfitta negli spareggi per la promozione.
  Partecipa agli spareggi-promozione.
      Retrocessa nella divisione inferiore.
Regolamento:
Due punti a vittoria, uno a pareggio, zero a sconfitta.
In caso di arrivo di due o più squadre a pari punti, la graduatoria viene stilata secondo il quoziente reti.
Note:
Breznik Pljevlja retrocesso per motivi sconosciuti.

## Macedonia
|                         | Pos. | Squadra             | Pt | G  | V  | N | P  | GF | GS | QR    |
| ----------------------- | ---- | ------------------- | -- | -- | -- | - | -- | -- | -- | ----- |
|                         | 1.   | Pobeda              | 34 | 22 | 16 | 2 | 4  | 53 | 20 | 2,650 |
|                         | 2.   | Tikveš Kavadarci    | 30 | 22 | 13 | 4 | 5  | 43 | 28 | 1,535 |
|                         | 3.   | Metalac Skopje      | 25 | 22 | 12 | 1 | 9  | 44 | 33 | 1,333 |
|                         | 4.   | Belasica            | 22 | 22 | 10 | 2 | 10 | 44 | 38 | 1,157 |
|                         | 5.   | Karaorman           | 21 | 22 | 8  | 5 | 9  | 48 | 42 | 1,142 |
|                         | 6.   | Bregalnica Štip     | 21 | 22 | 9  | 3 | 10 | 52 | 54 | 0,962 |
|                         | 7.   | Crvena zvezda Veles | 20 | 22 | 7  | 6 | 9  | 37 | 39 | 0,948 |
|                         | 8.   | Rabotnik Bitola     | 20 | 22 | 6  | 8 | 8  | 38 | 43 | 0,883 |
|                         | 9.   | Sloga Skopje        | 20 | 22 | 7  | 6 | 9  | 34 | 46 | 0,739 |
|                         | 10.  | Ohrid               | 20 | 22 | 7  | 6 | 9  | 30 | 45 | 0,666 |
|                         | 11.  | Tekstilec Skopje    | 16 | 22 | 7  | 2 | 13 | 29 | 46 | 0,630 |
|                         | 12.  | Napredok Kumanovo   | 15 | 22 | 5  | 5 | 12 | 30 | 48 | 0,625 |
| Fonte: exyufudbal.in.rs |      |                     |    |    |    |   |    |    |    |       |

Legenda:
      Promossa in Druga Liga 1954-1955 dopo gli spareggi.
      Sconfitta negli spareggi per la promozione.
  Partecipa agli spareggi-promozione.
      Retrocessa nella divisione inferiore.
Regolamento:
Due punti a vittoria, uno a pareggio, zero a sconfitta.
In caso di arrivo di due o più squadre a pari punti, la graduatoria viene stilata secondo il quoziente reti.

## Spareggi
I 6 campioni repubblicani si sfidarono per 3 posti nella Druga Liga 1954-1955.
| Squadra 1   | Totale     | Squadra 2            | Andata     | Ritorno    |
| ----------- | ---------- | -------------------- | ---------- | ---------- |
| SEMIFINALE  | SEMIFINALE | SEMIFINALE           | 04.07.1954 | 11.07.1954 |
| Zenica      | 4–2        | Šumadija Aranđelovac | 4–0        | 0–2        |
| Pobeda      | 3–4        | Metalac Zagabria     | 2–0        | 1–4        |
| ŽNK Lubiana | 0–2        | Bokelj               | 0–0        | 0–2        |